# Golf du Château de la Bawette
De Golf du Château de la Bawette is een Belgische golfclub in Waver ten zuiden van Brussel. De club is bekend om haar heuvelachtige en bosrijke parcours op het domein van het Château de la Bawette.
De club beschilkt over 18 holes. 'Le Parc' heeft 18 holes en een par van 72.
De baan is in 1988 aangelegd door golfbaanarchitect Tom McAuley.

## Geschiedenis
Golf Club de La Bawette werd opgericht in 1987. De aanleg van de eerste golfbanen begon eind jaren '80 op het terrein van het Château de la Bawette. De eerste baan bestond uit een 9-holes parcours, aangelegd op de meer open delen van het landgoed. Kort daarna volgde de aanleg van de 18-holes baan, die werd ontworpen door de Ierse golfbaanarchitect Tom McAuley. Beide banen werden officieel ingehuldigd op 6 juni 1988.
Het oorspronkelijke clubhuis bevond zich in een kleine hoeve, die als tijdelijk onderkomen voor de leden fungeerde.
Op 14 oktober 1989 werd het huidige clubhuis geopend, ontworpen door de Belgische architect André Jacqmain.
In 2011 werd het terrein van de oorspronkelijke 9-holes baan verkocht aan de stad Waver. Ter compensatie werd de 18-holes baan 'Le Parc' volledig herontworpen en gerenoveerd, waarbij onder andere een nieuw drainagesysteem werd aangelegd om de kwaliteit van de baan te verbeteren.
In eind april 2024 werd de Brasserie Beaulieu in het clubhuis van Golf du Château de la Bawette volledig gerenoveerd. 